# Sadin (Gemeinde Weitensfeld im Gurktal)
Sadin ist eine Ortschaft in der Gemeinde Weitensfeld im Gurktal im Bezirk St. Veit an der Glan in Kärnten. Die Ortschaft hat 23 Einwohner (Stand 1. Jänner 2024).

## Lage
Sadin liegt linksseitig im Gurktal, an den Hängen nördlich des Gemeindehauptorts Weitensfeld, auf dem Gebiet der Katastralgemeinde Altenmarkt, zwischen dem Eisankgraben im Westen und dem Andrägraben im Osten.
Zur Ortschaft gehören Lippitz-Keusche (Lippitzer, Nr. 1 und Nr. 3), Moosbauer-Keusche (Nr. 2), Grabenbauer (Nr. 4), Perl-Hube (Berl, Nr. 5), Wurzer in Aich (Nr. 6/1 und 6/2), Leitner-Hube (Nr. 8; auch Sumper; daneben befand sich früher Fressenfelder, Nr. 7) und ein Haus ohne Vulgonamen (Nr. 11). Grundner und Schattenbauer bestehen nicht mehr.

## Geschichte
1162 wird Mons Zobodin genannt. Der Name leitet sich vom slowenischen Svobodina (= Freibauer) ab.
Bei Gründung der Ortsgemeinden Mitte des 19. Jahrhunderts kam Sadin an die Gemeinde Weitensfeld. 
Bei der Kärntner Gemeindestrukturreform von 1973 kam Sadin an die damals neu errichtete Gemeinde Weitensfeld-Flattnitz, bei deren Auflösung 1991 wieder zur Gemeinde Weitensfeld im Gurktal.

## Bevölkerungsentwicklung
Für die Ortschaft ermittelte man folgende Einwohnerzahlen:
- 1869: 9 Häuser, 60 Einwohner[3]
- 1880: 9 Häuser, 58 Einwohner[4]
- 1890: 10 Häuser, 47 Einwohner[5]
- 1900: 9 Häuser, 50 Einwohner[6]
- 1910: 10 Häuser, 61 Einwohner[7]
- 1923: 10 Häuser, 45 Einwohner[8]
- 1934: 52 Einwohner[9]
- 1961: 8 Häuser, 38 Einwohner[10]
- 2001: 9 Gebäude (davon 6 mit Hauptwohnsitz) mit 9 Wohnungen; 26 Einwohner und 1 Nebenwohnsitzfall; 6 Haushalte; 1 Arbeitsstätte, 4 land- und forstwirtschaftliche Betriebe[11]
- 2011: 9 Gebäude, 27 Einwohner, 7 Haushalte, 0 Arbeitsstätten[12]
- 2021: 8 Gebäude, 23 Einwohner, 7 Haushalte, 2 Arbeitsstätten[13]